# Jonas Bronck
Jonas Jonson Bronck (né vers 1600, mort en 1643) était un immigrant suédois qui fut le premier à coloniser le territoire auquel il donna son nom : l'arrondissement new-yorkais du Bronx, ainsi qu'à la Bronx River.

## Biographie
Bronck serait né dans la province du Småland, près de la ville de Sävsjö, dans le hameau de Komstad (en). Ne souhaitant pas travailler dans la ferme que sa famille exploitait, il migra au Danemark où décida de devenir marin ce qui l'entraîna au Japon et en Inde. Le 6 juillet 1638, à Amsterdam, il épousa une néerlandaise Teuntje Joriaens, avec laquelle il migra en Amérique du Nord.

## Arrivée en Amérique
En juin 1639, Bronck navigua sur l'East River sur un bateau baptisé De Brant Van Toryen (c'est-à-dire le « Cheval de Troie » en hollandais) avant de s'établir à Harlem sur un petit terrain où il exploitait une ferme. Mais en 1643, il périt au cours d'une attaque d'indiens, et son terrain fut vendu. La zone où sa ferme était située ne s'appela Broncksland qu'au cours du XVIIe siècle ; en revanche, la rivière coulant du nord au sud le long de l'ancienne ferme du courant continua d'être appelée Bronck's River, avant que le nom ne soit simplement abrégé en Bronx River.